# Guinness
Guinness är ett irländskt öl av typen stout som huvudsakligen bryggs i Dublin, men även i England[källa behövs]. Guinnessbryggeriet gör även Kilkenny. Intill bryggeriet finns ett museum vid namn Guinness Storehouse som innehar en egen skybar med utsikt över Dublin, samt en souvenirbutik.
Guinness logotyp föreställer en harpa som i sig är identisk med Irlands statsvapen men vänd åt motsatt håll. 
Guinness ägs idag av den brittiska dryckeskoncernen Diageo.

## Historia
Guinness tros ha sitt ursprung från stout-öl. Ordet stout myntades inte förrän 1677, 50 år innan Arthur Guinness föddes. Arthur Guinness började sälja det mörka porterölet 1759. Första gången Guinness började använda uttrycket stout var på 1840-talet, med Single Stout och Double Stout.
Guinness kallas också "Black Stuff" och "Pint of Plain".